# Мол Пловдив
Mall Plovdiv е първият в Пловдив и региона модерен търговски център в Пловдив. Ситуиран е на ъгъла на бул. „Свобода“ и ул. „Перущица“.
Mall Plovdiv обединява над 110 търговски обекта, предлагащи популярни световни и местни марки, мултиплекс, кафенета, заведения за бързо хранене и ресторант, детски център, автомивка, подземен и наземен паркинг. Разполага още с клонове на банки, мобилни оператори, застрахователни брокери, химическо чистене, аптека и книжарница с панорамна тераса.
На територията на търговския център се намира и мултиплексът Cinema City с 11 кинозали, сред които и 4DX.
Mall Plovdiv разполага с платен надземен и подземен паркинг за над 530 автомобила.
Работното време за посетители е от 10:00 ч. до 21:00 ч., 7 дни в седмицата.

## Данни за обекта[1][2]
- Започване на проекта: 2007 г.
- Откриване: 2009 г.
- Отдаваема площ: 22 000 м2 търговски площи.

Оперативен мениджър: Александър Шингурев
- Инвеститор: първоначално с около 50 млн. евро са Aviv Group, Ocif Group и Cinema City International. По-късно закупени 50% от General Electric Real Estate и Quinlan Private[2]
- Проектант: MYS Architects, Израел
- Български проектант: „Студио 17,5“ с гл. арх. Пламен Нанов и арх. Георги Шопов, Пловдив[3].
- Изпълнител: „Сиенит“ ООД